# Waldhufen
Waldhufen è un comune situato nel Land della Sassonia, in Germania. Appartiene al circondario (Landkreis) di Görlitz (targa GR) ed è parte della comunità amministrativa (Verwaltungsgemeinschaft) di Diehsa.